# Generazione 45
Generazione 45 (Jahrgang '45) è un film del 1966 diretto da Jürgen Böttcher, bloccato dalla censura della Germania Est prima che venisse completato e proiettato per la prima volta nel 1990, durante la 40ª edizione del Festival di Berlino.

## Trama
Berlino Est, estate del 1965. Alfred e Lisa sono una giovane coppia sposata in crisi. "Al" vuole il divorzio, annoiato dal matrimonio e deluso dalla vita stessa e dalle prospettive per il futuro. Mentre "Li" sembra aver trovato la sua strada come infermiera, il marito passa infatti le sue giornate tra chiacchiere con gli amici e lavori subito abbandonati. Dopo essersi trasferito dalla madre inizia un breve flirt con un'ex fidanzata, pur mantenendo i contatti con la moglie tramite il suo vicino Mogul, ma la sensazione che qualcosa di indefinito manchi nella sua vita continua ad accompagnarlo.

## Produzione
Dopo aver diretto numerosi documentari, l'intenzione di Jürgen Böttcher per il suo primo film di finzione era quella di osservare la vita dei giovani nel quartiere di Prenzlauer Berg, nella Berlino Est di metà anni sessanta. «Volevo fare film narrativi», ha dichiarato il regista nel 1990, «quelli autentici, sviluppati dalla realtà immediata, che non si sottraggono alle difficoltà quotidiane». Girato in bianco e nero, il film si allontana gradualmente dalla giovane coppia al centro della storia rivelando l'intera generazione del dopoguerra, irrequieta e riluttante a impegnarsi. La scelta stilistica di Böttcher, pittore oltre che cineasta, fu influenzata dal neorealismo italiano e dalla Nouvelle Vague francese, e in questo trovò uno spirito affine nel direttore della fotografia Roland Gräf.
La sceneggiatura (che descriveva sostanzialmente una crisi matrimoniale) non destò particolare preoccupazione nei funzionari della Repubblica Democratica Tedesca e fu approvata nella primavera del 1966, ma dopo aver visto il girato le cose cambiarono. Böttcher accettò una serie di modifiche per evitare che la produzione si fermasse immediatamente, compresa l'eliminazione di alcuni personaggi e il taglio di una sequenza che considerava una delle più importanti del film: giovani tedeschi e turisti occidentali che si osservano a distanza tra le rovine causate dalla guerra di Gendarmenmarkt. Non è chiaro chi guardi chi, e nel silenzio il muro di Berlino sembra correre in diagonale attraverso la piazza.
L'ultima fase della lavorazione fu interrotta e il film fu ritenuto non mostrabile in quanto "glorificava gli emarginati". Generazione 45 fu quindi il 12º e ultimo film DEFA ad entrare nell'11º Plenum del Comitato Centrale del SED, che dal dicembre 1965 aveva portato alla più radicale opera di censura nella storia del cinema tedesco: dodici film DEFA furono vietati, inclusi Generazione 45, Denk bloß nicht, ich heule di Frank Vogel e Das Kaninchen bin ich di Kurt Maetzig, ovvero quasi la produzione di un anno intero.

## Distribuzione
Per essere mostrato nei cinema il film ha dovuto perciò aspettare oltre vent'anni, quando il crollo del muro di Berlino e la fine della DDR hanno consentito il suo completamento sulla base del negativo originale. La prima proiezione è avvenuta il 17 febbraio 1990, nella sezione Forum della 40ª edizione del Festival di Berlino, e l'11 ottobre dello stesso anno è stato distribuito nelle sale cinematografiche in Germania.
Negli anni successivi è stato proiettato in altre occasioni alla Berlinale, inclusa la retrospettiva dell'edizione 2002 intitolata "European 60s - Revolt, Fantasy & Utopia". Nella sezione Berlinale Classics dell'edizione 2015 è stata mostrata in prima mondiale la versione restaurata in 4K DCP commissionata dalla Fondazione DEFA-Stiftung, alla quale ha contribuito anche il direttore della fotografia Roland Graf. Nella retrospettiva dell'edizione 2016, intitolata "Germany 1966 - Redefining Cinema", sono state proiettate sia la versione originale sia quella censurata, più breve di circa 15 minuti. L'intera retrospettiva è stata mostrata pochi mesi dopo anche al MoMA di New York.
Nel 2006 il film è stato distribuito in DVD dalla First Run Features, in un'edizione che include un'intervista a Roland Gräf, il documentario Forbidden Films in Retrospect sulla censura cinematografica della Germania Est e un saggio dello storico del cinema Rolf Richter.

## Riconoscimenti
- 1990 – Festival internazionale del cinema di Berlino
Premio FIPRESCI, menzione d'onore a Jürgen Böttcher
Premio INTERFILM, menzione d'onore a Jürgen Böttcher